# Encornet de Californie
Doryteuthis opalescens
Espèce
Synonymes
- Loligo opalescens Berry, 1911

L’encornet de Californie (Doryteuthis opalescens) est une espèce de calmars.